# アスパラギン酸カルバモイルトランスフェラーゼ
アスパラギン酸カルバモイルトランスフェラーゼ (英: Aspartate carbamoyltransferase, ATCase)は、ピリミジン生合成経路において最初の反応を触媒する酵素。

## 反応
本酵素は下記の反応を触媒する。

カルバモイルリン酸＋アスパラギン酸 → N-カルバモイル-L-アスパラギン酸
酵素の発現量はUTP量だけでなくUTP／CTP比にも依存しているとの報告がある。